# Lewis Henry Morgan
Lewis Henry Morgan (21. listopadu 1818 Aurora, New York – 17. prosinec 1881 Rochester) byl americký právník, etnograf, antropolog a archeolog, sociální teoretik a jeden z největších sociálních vědců devatenáctého století ve Spojených státech. Významně přispěl k ustavení antropologie jako samostatné disciplíny. Studiem života Indiánů nashromáždil rozsáhlý faktografický materiál o dějinách pravěké společnosti. Jako jeden z prvních upozornil na to, že rodina je historický jev, který se mění spolu s vývojem společnosti. Dále upozornil na to, že systémy příbuzenských vztahů amerických indiánů, se podobně jako systémy v Asii, Africe a Austrálii zakládaly na matriarchálním principu.
L. H. Morgan je autorem evolucionistické teorie vývoje společnosti: divošství – barbarství – civilizace.

## Život
Narodil se na farmě v městečku Aurora v západní části státu New York. Tam potkal Indiány, kteří si přicházeli z nedalekých rezervací přivydělat při sezónních pracích. Po absolvování místní střední školy šel studovat práva na Union College do Schenectady. Ve dvaceti dvou letech promoval a usadil se v Rochesteru, kde začal pracovat jako advokát se specializací na železniční dopravu.  Stal se členem společnosti věnující se stavbě železnic a později dokonce jedním z ředitelů této dráhy.
Zájem o Indiány ho přivedl k hlubšímu studiu životních podmínek  a  kulturních zvyků indiánských kmenů. V letech 1842–1851 se věnoval shromažďování informací o kmeni Irokézů, kteří historicky obývali centrální a severní část státu New York.  S přáteli založil organizaci, jejímž cílem bylo poznat a obnovit ducha Irokézů. Učili se jejich řeč, v létě se scházeli u táborových ohňů, oblékali si jejich oděvy. Morgan se sblížil s kmenem Seneků během jednání o prodeji indiánské půdy s realitní společností Ogden Land Company, kterou si nárokovala na základě podvodné smlouvy. Zorganizoval velkou propagační kampaň proti vystěhování Indiánů, zastupoval je při jednání v Kongresu a měl podíl na vytvoření rezervace Tonawanda v roce 1846. Morgan byl za své zásluhy přijat do kmene Seneků, dostal indiánské jméno Tayadaowuhkuh, což znamená překlenutí propasti, stavění mostů mezi dvěma odlišnými světy. V indiánské rezervaci strávil mnoho času, studoval jejich zvyky,  šířil osvětu a psal do novin články o životě Indiánů. V roce 1851 shrnul své poznatky ve své první knize Liga Irokézů. 
V roce 1851 se oženil se svou  sestřenicí Mary Elizabeth Steeleovou, která se mu  stala  společnicí a partnerkou po zbytek života. V roce 1853 se jim narodil mentálně postižený syn Lemuel, což bylo připisováno jejich příbuzenskému vztahu. Později se jim narodily ještě dvě dcery, které však v roce 1862 zemřely na spálu. 

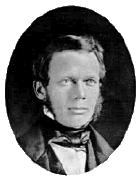
L.H.Morgan kolem roku 1848

V roce 1852 Morgan společně s osmi rochesterskými intelektuály založil vědeckou a literární společnost The Pendit Club. Připojil se také k Americkému sdružení pro rozvoj vědy. Podílel se na založení univerzity v Rochestru a jako zastánce rovnosti pohlaví se pokusil prosadit vznik samostatné univerzity pro ženy.  
Po roce 1855 se jako právník zapojil do projektu industrializace  v oblasti  Horního poloostrova ve státě  Michigan.  Stal se ředitelem podniku na těžbu železné rudy a stavbu železnic, ale poté, co nebyl náležitě ohodnocen jeho boj proti konkurenci, své podnikatelské aktivity utlumil a soustředil se na antropologické výzkumy. V letech 1859–1862  uskutečnil čtyři expedice v Kansasu, Nebrasce a na řece Missouri s cílem porovnat příbuzenské vztahy a společenské systémy. Po smrti svých dcer se k podnikání vrátil a založil úspěšnou hutní společnost, což mu umožnilo vzdát se právnické praxe. V roce 1868 jako bohatý muž vstoupil do politiky, stal se senátorem a chtěl být jmenován komisařem pro záležitosti Indiánů s cílem dosáhnout jejich asimilaci do americké společnosti. Jeho snaha nebyla úspěšná a Morgan v roce 1870 odjel do Evropy, kde se setkal s Charlesem Darwinem, Johnem Lubbockem a dalšími antropology. 
Po návratu domů pokračoval v samostatných etnologických výzkumech, udržoval kontakty s předními odborníky a akademickými funkcionáři, kteří  ho považovali za zakladatele oboru. Snažil se o prostudování otázek vývoje rodiny a rodového zřízení u všech světových  národností. S pomocí americké vlády rozeslal po celém světě vlastní dotazník obsahující 234 bodů aby získal reprezentativní vzorek pro své závěry. Byl prvním zastáncem teorie, že původní obyvatelé Ameriky se ve starověku přestěhovali z Asie. Výsledkem Morganova rozsáhlého výzkumu a badatelské práce se stala publikace Systémy pokrevenství a spřízněnosti lidské rodiny (1871).

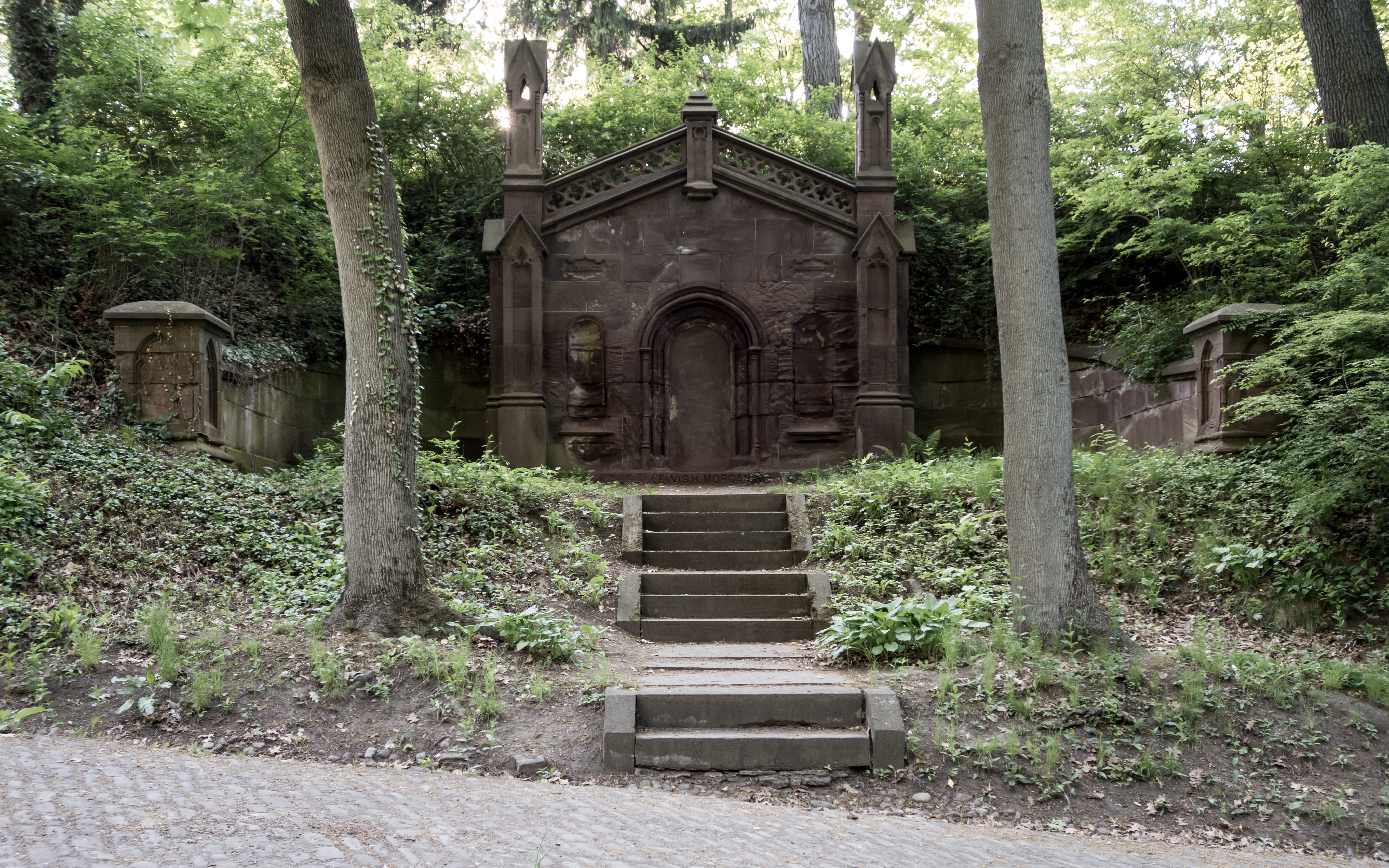
rodinná hrobka L.H,Morgana v Rochestru

Za své objevy byl jmenován členem Národní akademie věd.  V roce 1877 vydal knihu Pravěká společnost, ve které formuloval základní zákonitosti společenských vztahů. V roce 1878  uskutečnil poslední exkurzi na americký jihozápad a jako první popsal  ruiny Indiánů z kmene Pueblo  na řece Animas v Novém Mexiku. 
Morgan zemřel 17. prosince 1881 v Rochestru a je pochován na hřbitově Mount Hope v hrobce, kterou nechal postavit pro své dvě dcery. Po smrti syna Lemuela  o 20 let později celý majetek  přešel do vlastnictví univerzity v Rochestru, která podle podmínek závětí měla použít prostředky na zřízení vysoké školy pro ženy, věnované jako památník dcerám Morganových. 

## Dílo
- The League of the Iroquois, 1851 (Liga Irokézů) na základě vlastních výzkumů a pozorování  uvnitř indiánských kmenů Morgan poskytl veřejnosti informace o rodinách, kmenech a rodech Seneků, Kajugů, Onondagů, Onejdů, Mohawků a Tuskarerů. [3] Knihu věnoval svému mladému indiánskému příteli a spolupracovníkovi Ely S. Parkerovi. Jedná se o jednu z prvních publikací o etnografii
- The American Beaver and His Works, 1868 (Americký bobr a jeho díla). Zájem o bobry souvisí s Morganovým působením v oblasti Hořejšího jezera v Michiganu. Studiem a pozorováním těchto zvířat dospěl k závěru, že bobr a další zvířata se neřídí jen  instinktem, ale vědomou inteligencí, jakou má člověk, i když co do stupně nesrovnatelně nižší. V přírodopisné studii  popisuje stavbu bobřích přehrad a kanálů.
- Systems of Consanguinity and Affinity of the Human Family 1871, (Systém pokrevnosti a spřízněnosti lidské rodiny) v knize Morgan vyslovil teorii sociální evoluce lidstva. Příbuzenské vztahy chápal jako základní součást společnosti. Rozeznával dva druhy příbuzenství: patriarchální (semitské a indoevropské národy) a matriarchální (ostatní národy). Morgan se díval na společnost jako na živý systém, který se v čase mění.  Podle jeho názoru probíhal vývoj rodiny ve fázích: promiskuita - komunální rodina - párové manželství - monogamie.[2]  Společnost rozděloval na dva  základní typy: rodovou (societas) a stát (ciivitas). [4]
- Ancient Society, 1877 (Pravěká společnost, česky vyšla v roce 1954) zásadní kniha o původních poměrech  lidské společnosti před vznikem státní formy uspořádání a řízení. Morgan v ní rozpracoval svou teorii sociální evoluce. Vývoj lidstva rozdělil na tři základní období: divošství, barbarství a civilizaci. Pozoroval vzájemný vliv  mezi vývojem technologií, rodinných vztahů, majetkových vztahů, větších společenských struktur a systémů vládnutí a intelektuálního rozvoje. Kniha měla velký ohlas u Marxe a Engelse, kteří ji pokládali za dokonalý materiál k objasnění poměrů v beztřídní společnosti.[3]
- Houses and House-life of the American Aborigines,  1881 (Domy a domácí život amerických domorodců, česky vyšel výňatek z díla pod názvem Společenské zřízení amerických Indiánů v roce 1951) [5]

## Ocenění
Lewis Henry Morgan byl členem American Association for the Advancement of Science i Národní akademie věd Spojených států amerických. V roce 1868 byl zvolen členem Americké akademie umění a věd.